# Les Clefs du bonheur
Pour plus de détails, voir Fiche technique et Distribution.
Les Clefs du bonheur (Ключи счастья, Klyuchi schastya) est un film russe réalisé par Vladimir Gardine et Yakov Protazanov, sorti en 1913.

## Fiche technique
- Titre français : Les Clefs du bonheur[2]
- Titre original : Ключи счастья, Klyuchi schastya
- Photographie : Joseph-Louis Mundwiller, Aleksandr Levitski